# Gmina Wąsosz (Powiat Grajewski)
Die Gmina Wąsosz ist eine Landgemeinde im Powiat Grajewski der Woiwodschaft Podlachien in Polen. Ihr Sitz ist das gleichnamige Dorf (deutsch: Wagenschoß; litauisch: Vonsošas).

## Gliederung
Zur Landgemeinde (gmina wiejska) Wąsosz gehören 19 Ortschaften mit einem Schulzenamt (sołectwo):
Bagienice
Bukowo Duże
Jaki
Kędziorowo
Komosewo
Kudłaczewo
Ławsk
Łempice
Modzele
Niebrzydy
Nieciki
Sulewo-Kownaty
Sulewo-Prusy
Szymany
Wąsosz  (deutsch: Wagenschoß)
Zalesie
Żebry
Weitere Orte der Gemeinde sind Kolonia Gródź, Kolonia Łazy, Kolonie Ławsk und Żebry.

## Pogrom von Wąsosz
Während des Zweiten Weltkriegs wurden durch polnische Antisemiten beim Pogrom von Wąsosz am 5. Juli 1941 mindestens 70 Juden ermordet. Nach anderen Quellen waren es bis zu 250 Opfer – demnach fast die gesamte jüdische Bevölkerung des Dorfes.